# Saint-Germain-lès-Arlay
Saint-Germain-lès-Arlay korábbi község (település) Franciaországban, Jura megyében. 2016. január 1-jén a korábbi Arlay községgel egyesült és az azonos nevű Arlay új község része lett.
Lakosainak száma 430 fő (2018. január 1.). Saint-Germain-lès-Arlay Arlay, Bréry, Domblans, L’Étoile, Mantry, Plainoiseau és Quintigny községekkel határos.

## Népesség
A település népessége az elmúlt években az alábbi módon változott:
| Lakosok száma | 250  | 253  | 403  | 465  | 503  | 529  | 489  | 482  | 456  | 430  |
|               | 1962 | 1968 | 1982 | 1990 | 1999 | 2008 | 2011 | 2013 | 2017 | 2018 |